# Lista sistemelor de metrou

Țările care au sisteme de metrou

Aceasta este o listă a tuturor sistemelor de metrou existente, grupate pe țări și continente:

## Africa

### Algeria
- Metroul din Alger

### Egipt
- Metroul din Cairo
- Metroul din Alexandria

### Nigeria
- Metroul din Lagos

### Tunisia
- Metroul din Tunis

## America

### Brazilia
- Metroul din Belo Horizonte
- Metroul din Brasilia
- Metroul din Rio de Janeiro
- Metroul din São Paulo

### Canada
- Metroul din Montreal
- Metroul din Toronto
- Metroul din Vancouver

### Chile
- Metroul din Santiago
- Metroul din Valparaiso

### Cuba
- Metroul din Havana

### Republica Dominicană
- Metroul din Santo Domingo

### Mexic
- Metroul din Ciudad de Mexico
- Metroul din Guadalajara

### Statele Unite ale Americii
- Metroul din Boston
- Metroul din Chicago
- Metroul din Los Angeles
- Metroul din New York City
- Metroul din Washington

## Asia

### China
- Metroul din Beijing
- Metroul din Hong Kong
- Metroul din Nanjing
- Metroul din Chengdu
- Metroul din Harbin
- Metroul din Shanghai

### Coreea de Sud
- Metroul din Daegu
- Metroul din Seul

### Coreea de Nord
- Metroul din Phenian

### Filipine
- Metroul din Manila

### Israel
- Metroul din Ierusalim
- Metroul din Tel Aviv-Yafo

### Japonia
- Metroul din Osaka
- Metroul din Tokyo

### Kazahstan
- Metroul din Almatî

### Singapore
- Metroul din Singapore

### Siria
- Metroul din Damasc (planificat)[1]

### Taiwan
- Metroul din Taipei
- Metroul din Taoyuan

## Europa

### Austria
- Metroul din Viena

### Azerbaidjan
- Metroul din Baku

### Belarus
- Metroul din Minsk

### Belgia
- Metroul din Bruxelles

### Bulgaria
- Metroul din Sofia

### Cehia
- Metroul din Praga

### Danemarca
- Metroul din Copenhaga

Franța
- Metroul din Lyon
- Metroul din Marsilia
- Metroul din Paris
- Metroul din Rennes
- Metroul din Toulouse

### Germania
- Metroul din Berlin
- Metroul din Frankfurt pe Main
- Metroul din Hamburg
- Metroul din München
- Metroul din Nürnberg

### Italia
- Metroul din Bari
- Metroul din Catania
- Metroul din Milano
- Metroul din Napoli
- Metroul din Roma
- Metroul din Torino

### Norvegia
- Metroul din Oslo

### Polonia
- Metroul din Varșovia

### Portugalia
- Metroul din Lisabona
- Metroul din Porto

### Regatul Unit
- Metroul din Glasgow
- Metroul din Londra

### România
- Metroul din București
- Metroul din Cluj-Napoca (a fost încheiat studiul de prefezabilitate[2])

### Rusia
- Metroul din Ekaterinburg
- Metroul din Kazan
- Metroul din Moscova
- Metroul din Nijni Novgorod
- Metroul din Novosibirsk
- Metroul din Samara
- Metroul din Sankt Petersburg

### Serbia
- Metroul din Belgrad

### Spania
- Metroul din Barcelona
- Metroul din Bilbao
- Metroul din Madrid
- Metroul din Sevilla
- Metroul din Valencia

### Turcia
- Metroul din Ankara
- Metroul din Bursa
- Metroul din Istanbul

### Ucraina
- Metroul din Dnipropetrovsk
- Metroul din Harkov
- Metroul din Kiev

### Ungaria
- Metroul din Budapesta

## Oceania

### Australia
- Metroul din Sydney